# Joule per mol
El joule per mol (símbol: J/mol) és una unitat derivada del SI corresponent a l'energia per quantitat de matèria, on l'energia es mesura en unitats de joules i la quantitat de matèria és mesurada en mols.